# Botryobasidium sordidulum
Botryobasidium sordidulum é uma espécie de fungo pertencente à família Botryobasidiaceae.